# Marian Sobkowiak
Marian Sobkowiak (ur. 7 grudnia 1924 w Gostyniu, zm. 10 lutego 2017) – polski działacz podziemia niepodległościowego w czasie II wojny światowej oraz powojenny działacz kombatancki.

## Życiorys
Podczas okupacji niemieckiej w czasie II wojny światowej zaangażowany był w działalność Tajnej Organizacji Wojskowej „Czarny Legion”. Po aresztowaniu więziony był w Rawiczu, a następnie w Zwickau. Był także więźniem niemieckich nazistowskich obozów koncentracyjnych Groß-Rosen i Sachsenhausen. Po wojnie angażował się na rzecz pojednania polsko-niemieckiego oraz upamiętnienia działaczy „Czarnego Legionu”. Był między innymi członkiem grupy inicjatywnej wspierającej odbudowę zniszczonego Kościoła Marii Panny w Dreźnie. W momencie poprzedzającym śmierć był ostatnim żyjącym członkiem Czarnego Legionu. Zmarł 10 lutego 2017 i został pochowany na cmentarzu w rodzinnym Gostyniu. 

## Wybrane odznaczenia
- Krzyż Zasługi I Klasy Orderu Zasługi Republiki Federalnej Niemiec (2009)[1],
- Medal „Misja Pojednania” (2015)[1],
- Medal Honorowy Miasta Drezna (2010)[1],
- „Laur Gostynia” (2006)